# Trachythyone nina
Trachythyone nina is een zeekomkommer uit de familie Cucumariidae.
De wetenschappelijke naam van de soort werd in 1930 gepubliceerd door Elisabeth Deichmann.